# Klana
Klana – wieś w Chorwacji, w żupanii primorsko-gorskiej, w gminie Klana. W 2011 roku liczyła 1203 mieszkańców.